# Богенбай (Акмолинская область)
Богенбай (каз. Бөгенбай) — село в Степногорской городской администрации (до 2013 года — в Аккольском районе) Акмолинской области Казахстана. Входит в состав Богенбайского сельского округа. Код КАТО — 111847300.

## География
Село расположено в 31 км на восток от центра городской администрации города Степногорск. Близ села проходит автодорога P-170.

## Население
В 1989 году население села составляло 1588 человек (из них казахов 42 %, русских 26 %).
В 1999 году население села составляло 581 человек (283 мужчины и 298 женщин). По данным переписи 2009 года, в селе проживало 195 человек.
| Численность населения | Численность населения | Численность населения | Численность населения |
| 1989                  | 1999                  | 2009                  | 2021                  |
| --------------------- | --------------------- | --------------------- | --------------------- |
| 1588                  | ↘581                  | ↘195                  | ↘133                  |